# Amblyseius enab
Amblyseius enab är en spindeldjursart som beskrevs av El-Badry 1967. Amblyseius enab ingår i släktet Amblyseius och familjen Phytoseiidae. Inga underarter finns listade i Catalogue of Life.